# Col de Menté
Pour l’article ayant un titre homophone, voir Col de Mantet.
Le col de Menté est un  col des Pyrénées françaises dans le département de la Haute-Garonne. Il se situe à 1 346 mètres d'altitude, et relie la vallée de la Garonne (dénivelée de 845 m) à la vallée du Ger (dénivelée de 546 m). Il est emprunté par la route des cols.

## Géographie
Dans le Comminges, le col de Menté se trouve à 1 346 mètres d'altitude sur l'estive du Mourtis, d'une superficie de 690 hectares dans la commune de Boutx en Haute-Garonne.

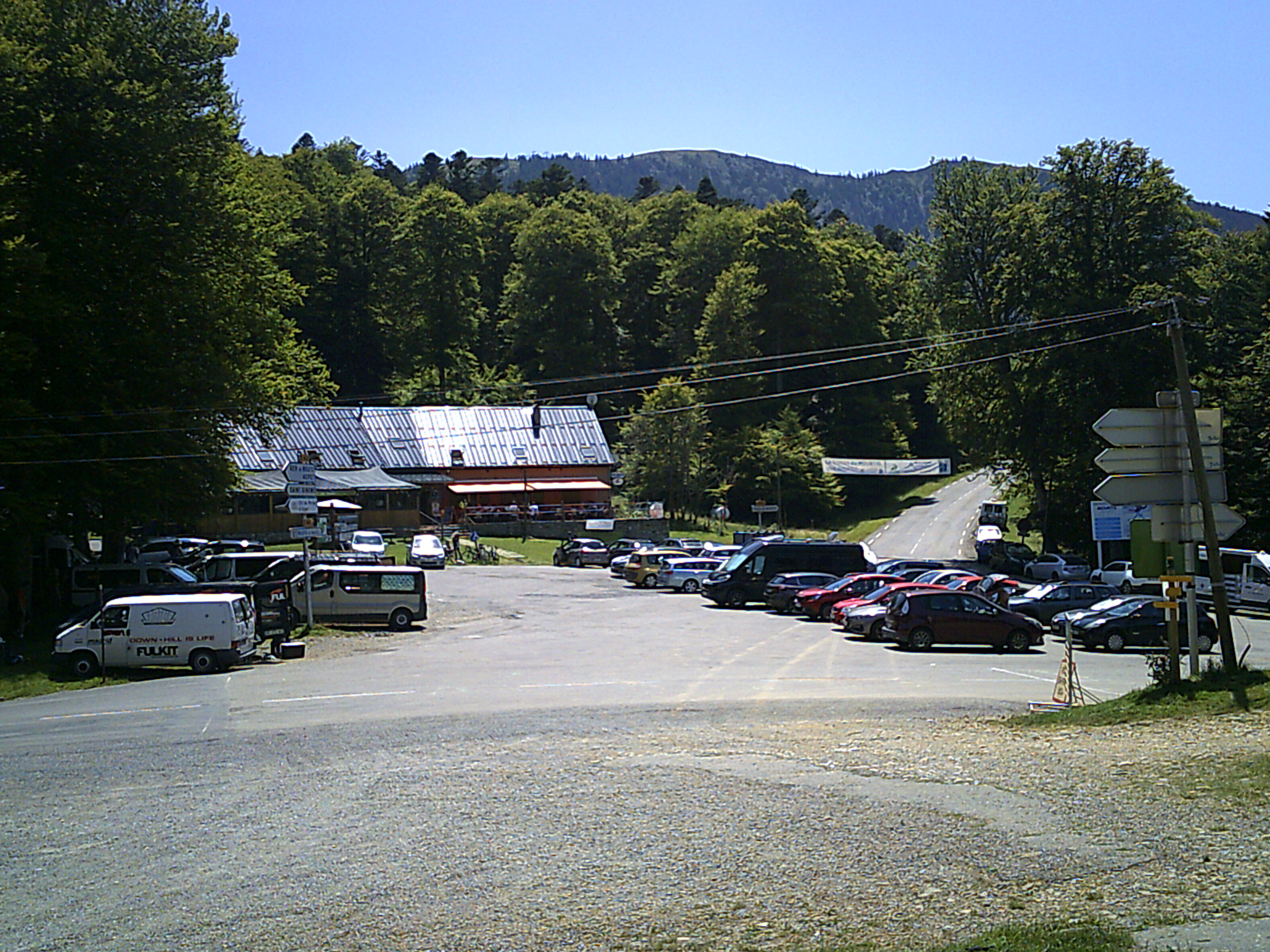
Auberge au col de Menté et route qui continue jusqu'à la station du Mourtis

## Activités

### Cyclisme

#### Tour de France
Le Tour de France a franchi le col à 23 reprises, la première ayant eu lieu lors du Tour 1966. Il s'agit d'un col de 1re catégorie. Le moment le plus marquant des différents passages du Tour de France fut en 1971 lorsque Luis Ocaña chuta dans la descente du col et dut se résoudre à l'abandon alors qu'il portait le maillot jaune. Il ne fut pas le seul à chuter dans cette descente ce jour-là mais les autres coureurs chutèrent moins gravement et purent reprendre la course. En 2012, Thomas Voeckler réalise une performance inédite dans le col de Menté : 442 watts sur 28 minutes et 20 secondes, pour défendre son maillot à pois face à Fredrik Kessiakoff, de l’équipe Astana.
| Année | Étape | Catégorie | 1er au sommet       |
| ----- | ----- | --------- | ------------------- |
| 2024  | 15    | 1         | Javier Romo         |
| 2020  | 8     | 1         | Benoît Cosnefroy    |
| 2018  | 16    | 1         | Julian Alaphilippe  |
| 2017  | 12    | 1         | Michael Matthews    |
| 2013  | 9     | 1         | Thomas Danielson    |
| 2012  | 17    | 1         | Thomas Voeckler     |
| 2007  | 15    | 1         | Juan Manuel Gárate  |
| 2005  | 15    | 1         | Erik Dekker         |
| 2003  | 14    | 1         | Richard Virenque    |
| 2002  | 12    | 1         | Christophe Oriol    |
| 2001  | 13    | 1         | Laurent Jalabert    |
| 1999  | 15    | 1         | Alberto Elli        |
| 1998  | 11    | 1         | Alberto Elli        |
| 1995  | 15    | 1         | Richard Virenque    |
| 1988  | 15    | 1         | Robert Millar       |
| 1979  | 1     | 2         | Bernard Hinault     |
| 1976  | 14    | 2         | Lucien Van Impe     |
| 1973  | 13    | 2         | José Manuel Fuente  |
| 1971  | 14    | 2         | José Manuel Fuente  |
| 1970  | 18    | 2         | Guerrino Tosello    |
| 1969  | 16    | 2         | Raymond Delisle     |
| 1967  | 16    | 1         | Fernando Manzaneque |
| 1966  | 11    | 2         | Joaquim Galera      |

#### La Route du Sud - Route d'Occitanie

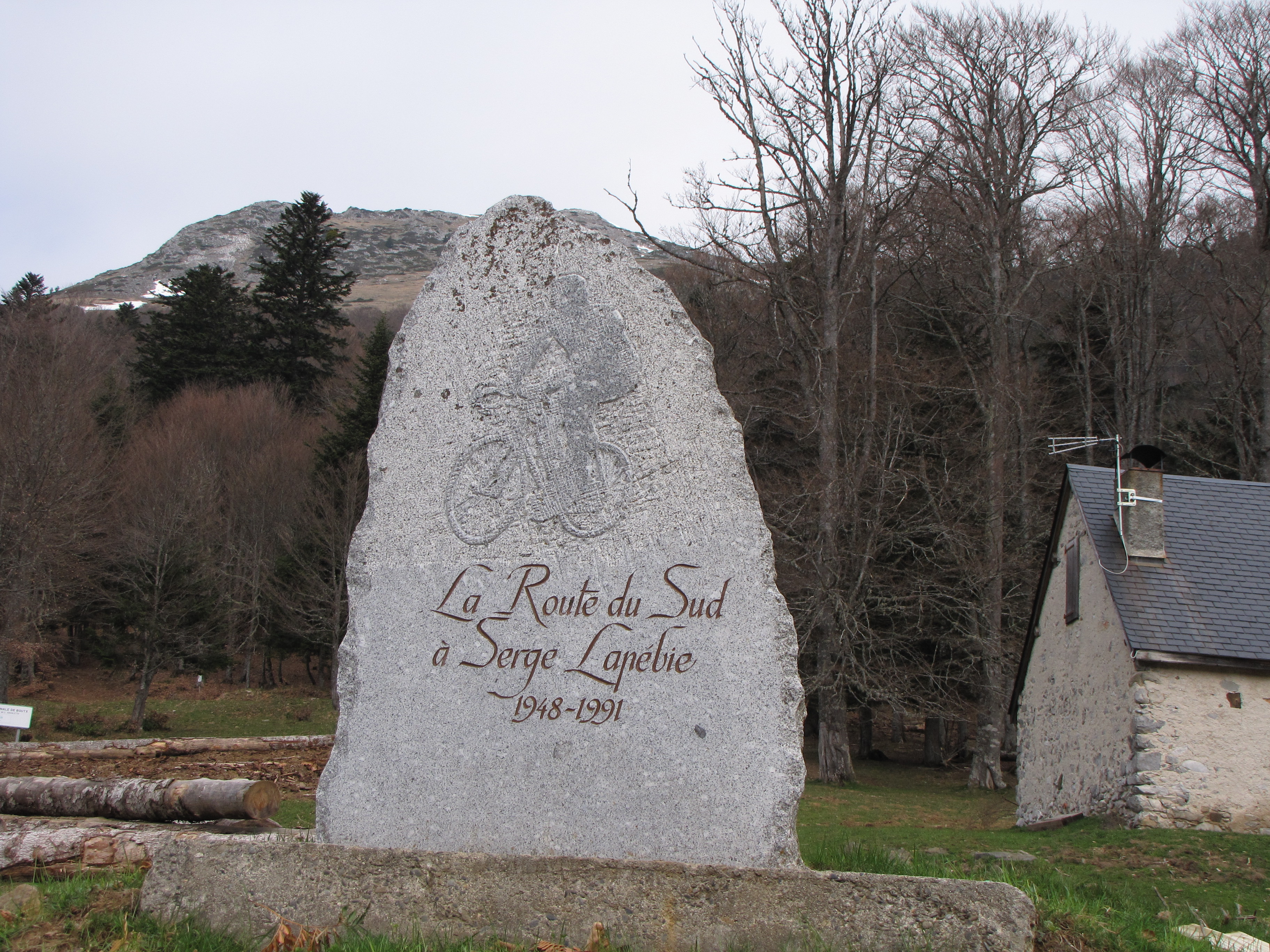
Stèle à la mémoire de Serge Lapébie au col.

Le col est également un lieu de passage de la Route du Sud devenue la Route d'Occitanie (voir palmarès et statistiques de la Route d'Occitanie). Il est ainsi emprunté en 1re catégorie lors de la 3e étape de la Route d'Occitanie 2023 entre Gimont et Nistos - Cap Nestès.
Une stèle à la mémoire de Serge Lapébie (1948-1991) se trouve au col. Ancien cycliste, il est devenu après sa carrière sportive le gérant de l'hôtel-restaurant ouvert plus tôt au col de Menté par son père Guy Lapébie, lui-même ancien coureur professionnel.

#### Profil de l'ascension
Sur le versant ouest, le départ de l'ascension peut être donné soit depuis le pont (501 m) au-dessus de la Garonne à Saint-Béat pour 9,65 km à 8,7 % de moyenne, soit depuis le carrefour face au collège François Cazes pour 9,3 km à 9 % de moyenne, les premiers hectomètres entre le pont et le collège étant plats. De là débute une route très abrupte, la route D44, avec un pourcentage d'environ 10 % qui surplombe le village de Lez. Cependant la pente décline dans le kilomètre qui précède le village de Boutx. Elle se redresse brutalement en quittant Boutx avec des pourcentages régulièrement entre 9 et 10 % jusqu'à 2,5 km de l'arrivée au col où la pente faiblit très légèrement avec une série de lacets dans les derniers kilomètres et des pourcentages d'environ 8 %. C'est sur ce versant, dans une épingle à 3,5 km du sommet, que se situe une plaque rappelant la chute qui fut fatale au maillot jaune de Luis Ocaña lors du Tour de France 1971. Dans les 1,6 km du final, la route circule en forêt.

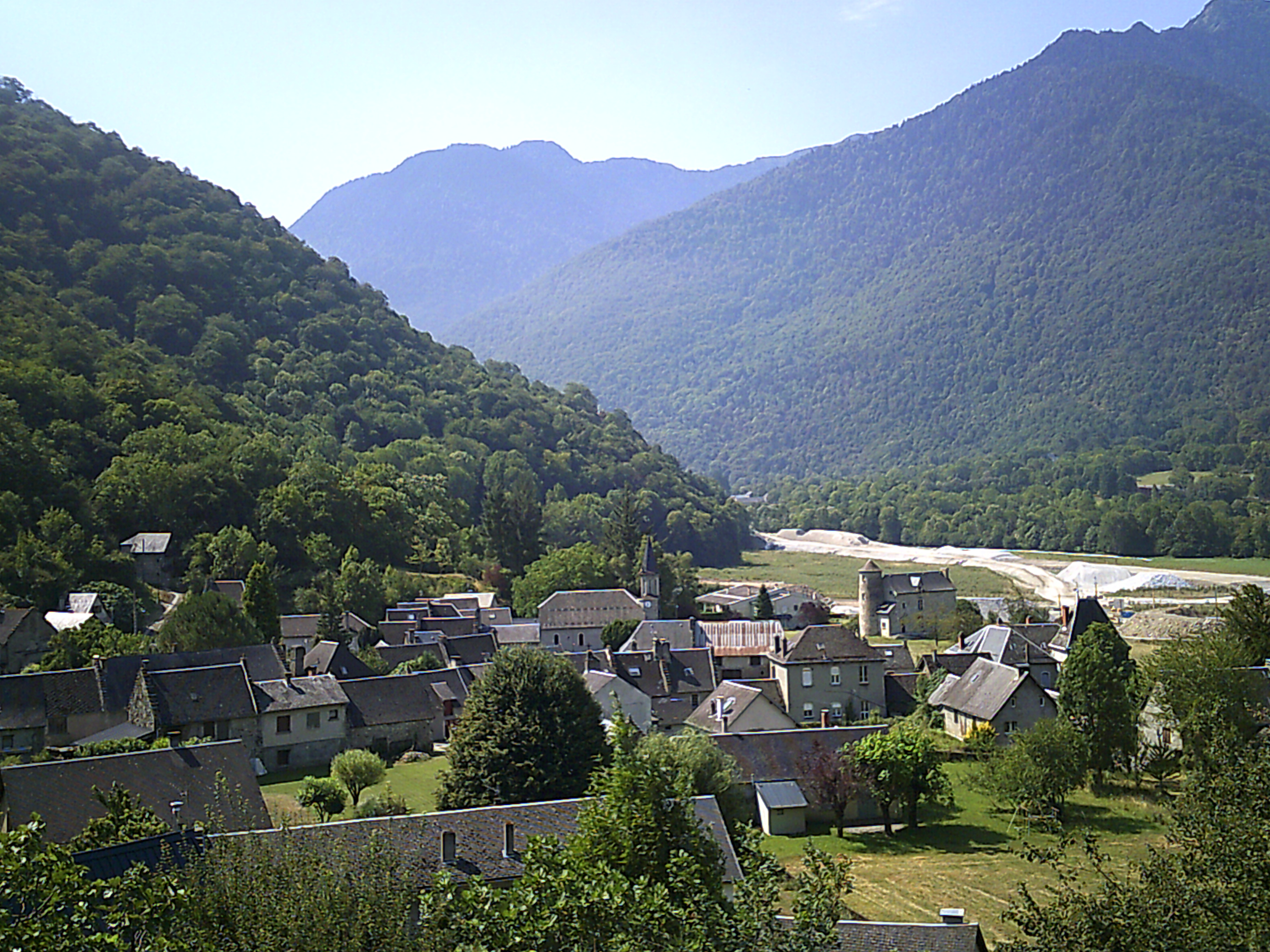
Vue sur le village de Lez à côté de Saint-Béat.
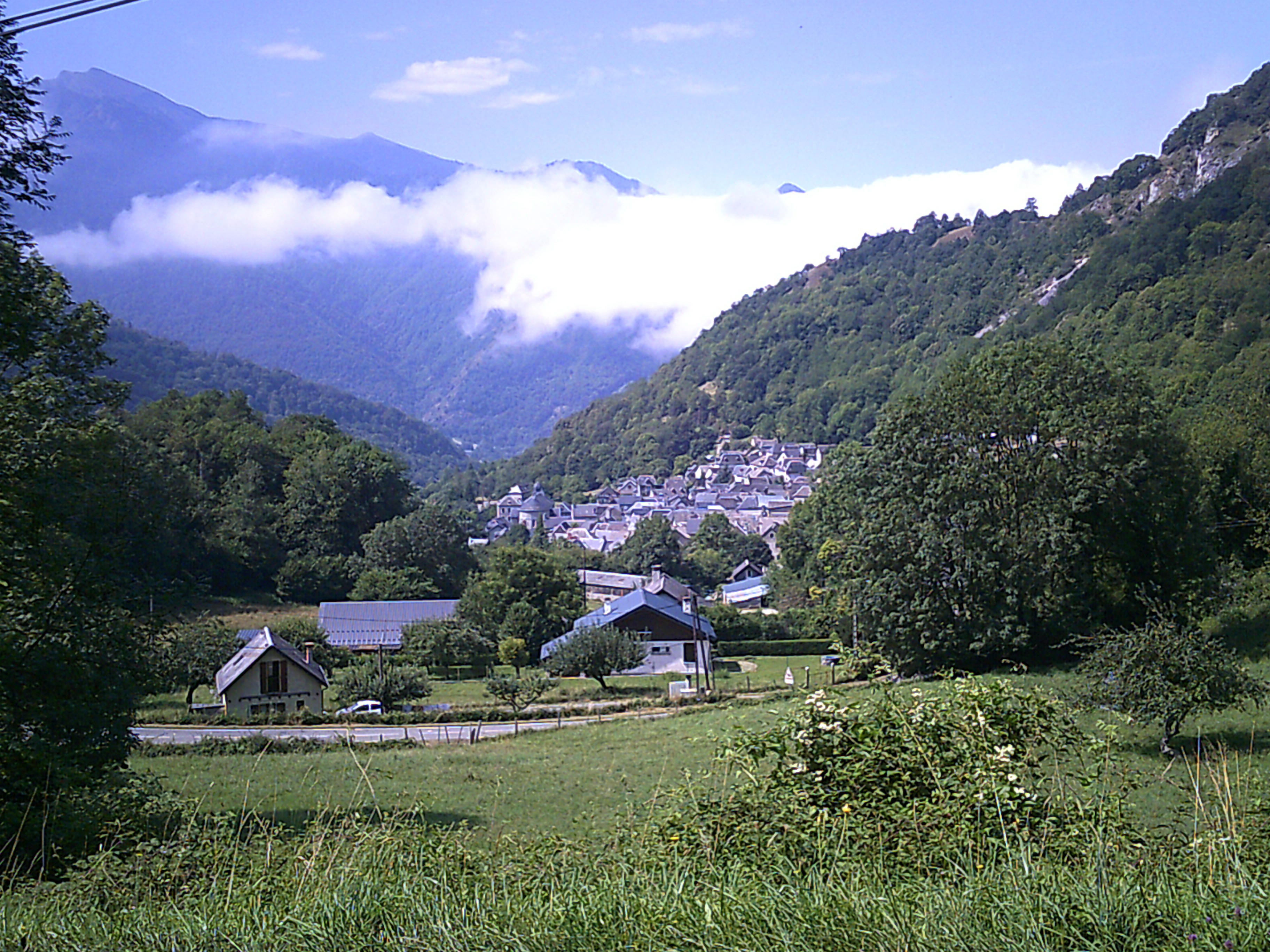
Plus bas le village de Boutx.
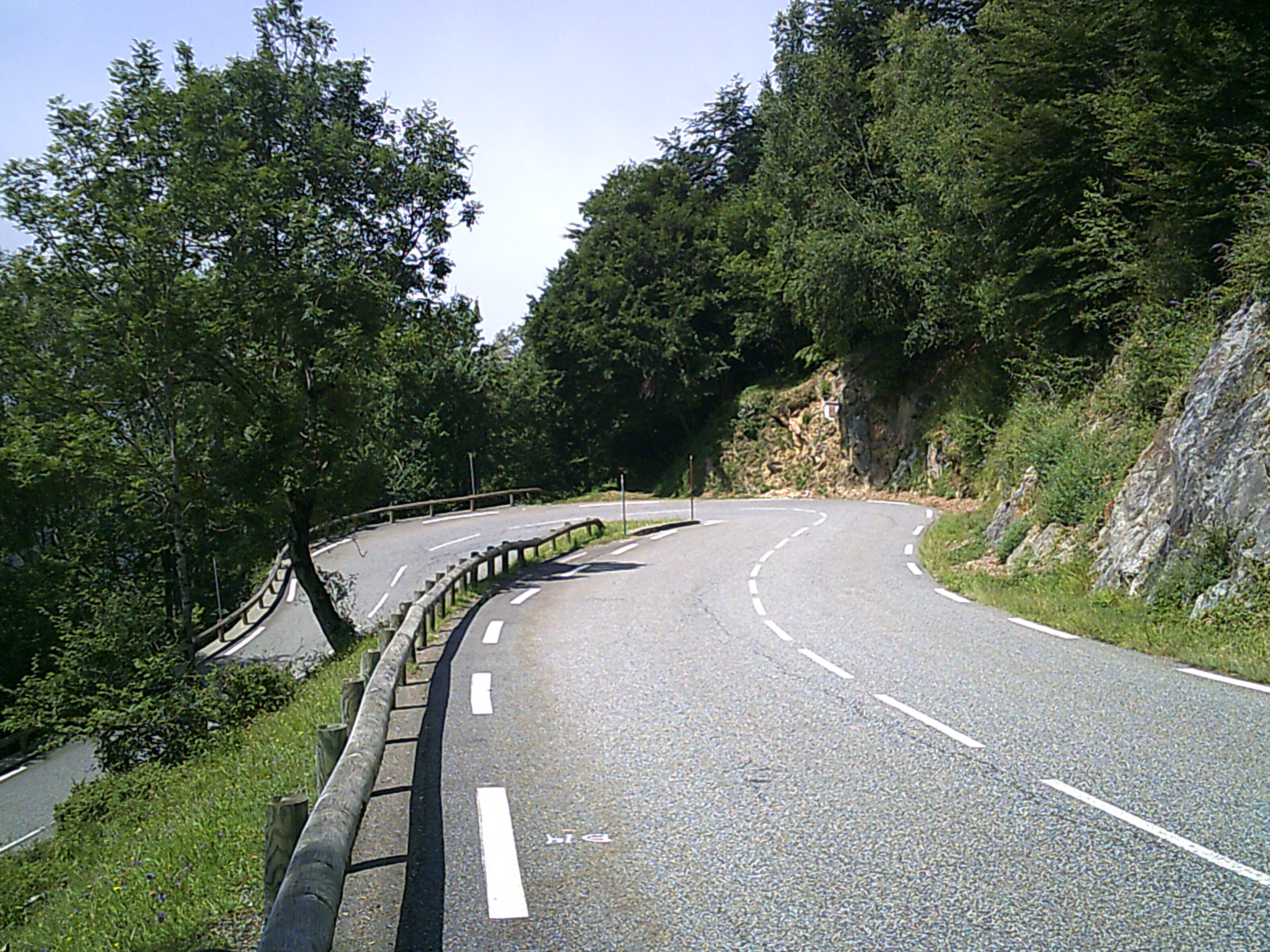
L'épingle où Luis Ocaña chutait et abandonnait le Tour de France 1971 alors qu'il portait le maillot jaune, à 3,5 km du col de Menté.
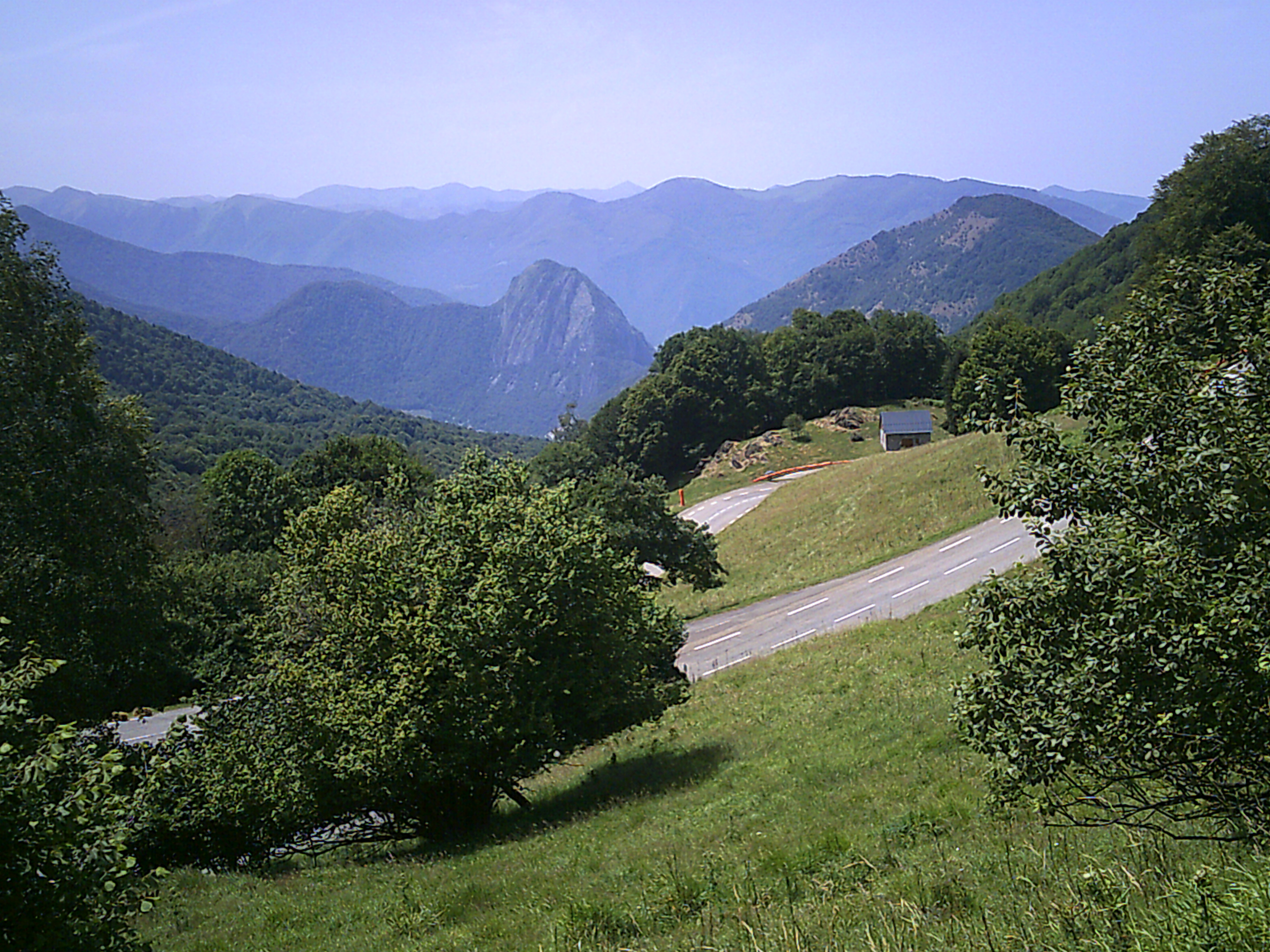
Plus bas une des épingles dans les deux derniers kilomètres de l’ascension. Au centre la Montagne de Rié (1 130 m)[6] au-dessus de Saint-Béat.

Sur le versant oriental, l'ascension démarre juste après avoir franchi le pont de l'Oule (634 m, sur la commune de Sengouagnet) pour 11,1 km à 6,3 %. On quitte ici la route D618 pour suivre la route D85 qui grimpe d'abord en pente douce sur plus de 2 km avant de s'élever dans des pourcentages beaucoup plus soutenus pour atteindre le croisement, à plus de 810 m d'altitude, avec la route D44 qui mène notamment au hameau du « Couret » après environ 3,5 km d'ascension. Il s'ensuit une courte descente de plus de 500 mètres jusqu'au lieu-dit « Cote de la Mole » (781 m) où on quitte la route D85 pour s'engager désormais sur la route D44. De là, il reste 7 km à 8 % à gravir dans des pourcentages bien plus réguliers et avec une multitude de lacets. Cela commence toutefois par un kilomètre un peu plus difficile avant Ger de Boutx (870 m environ). À côté du cimetière et de l'église du bourg, une table d'orientation dévoile le paysage de la vallée du Coulédoux. Après ce village la route serpente à travers les prairies où il est fréquent de voir des troupeaux de brebis gardés par des patous. Ce n'est qu'à 1,2 km du col de Menté, alors qu'un autre col secondaire est franchi, le col de la Clin, que la route pénètre à nouveau en forêt.

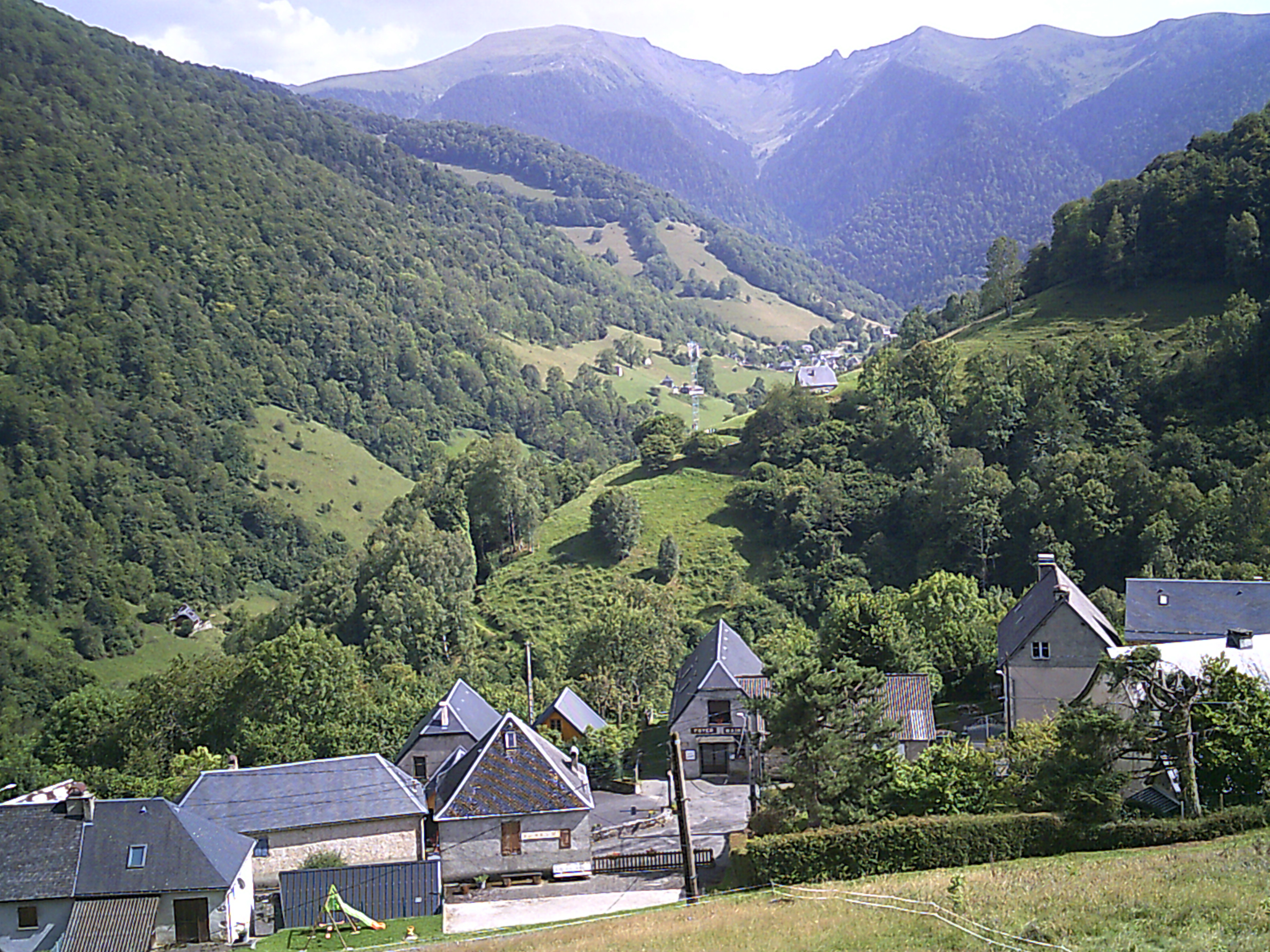
Le village de Ger de Boutx et la vallée du Coulédoux.
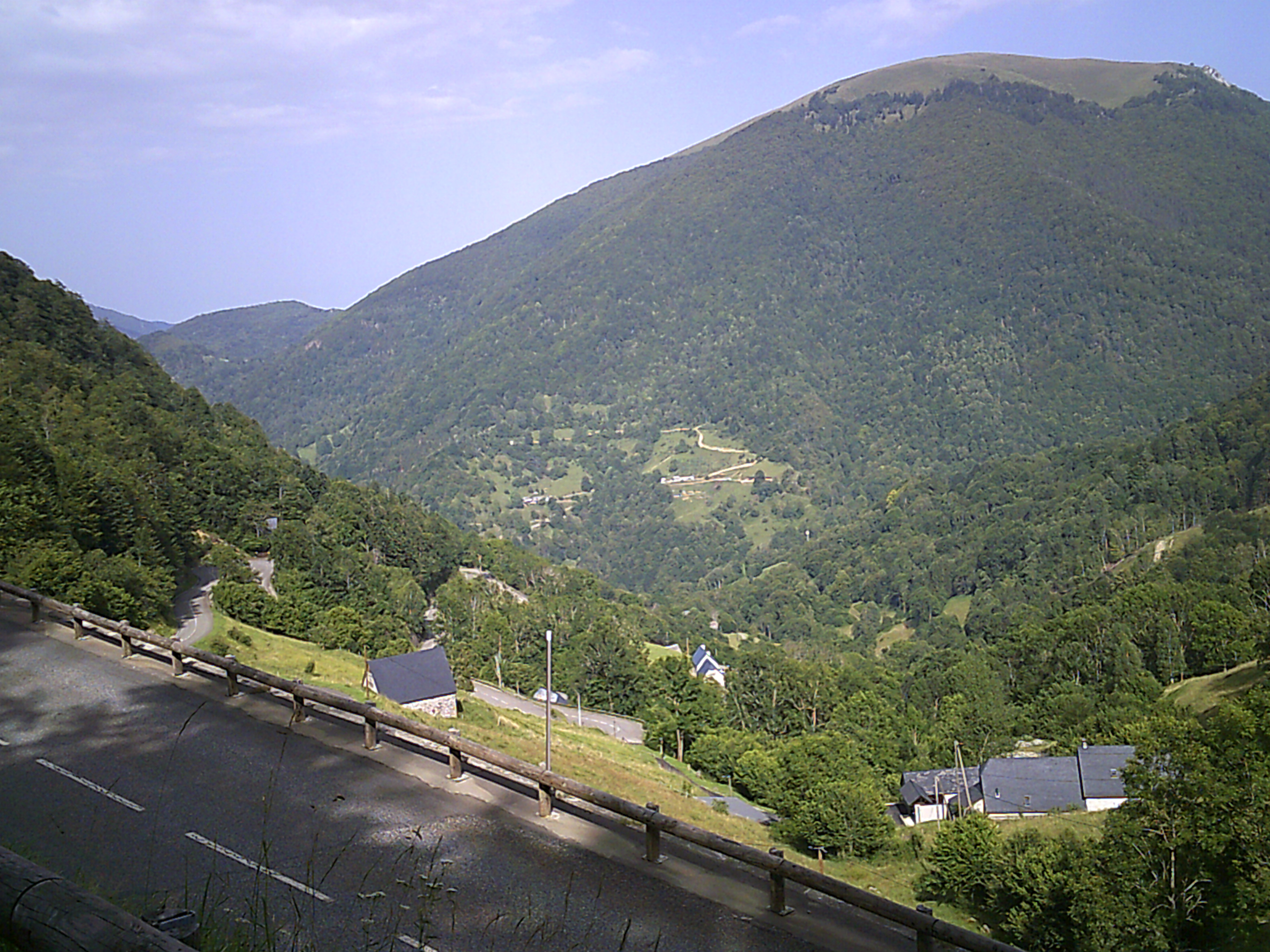
Vue sur des lacets vers le lieu-dit « Les Aguérades ».
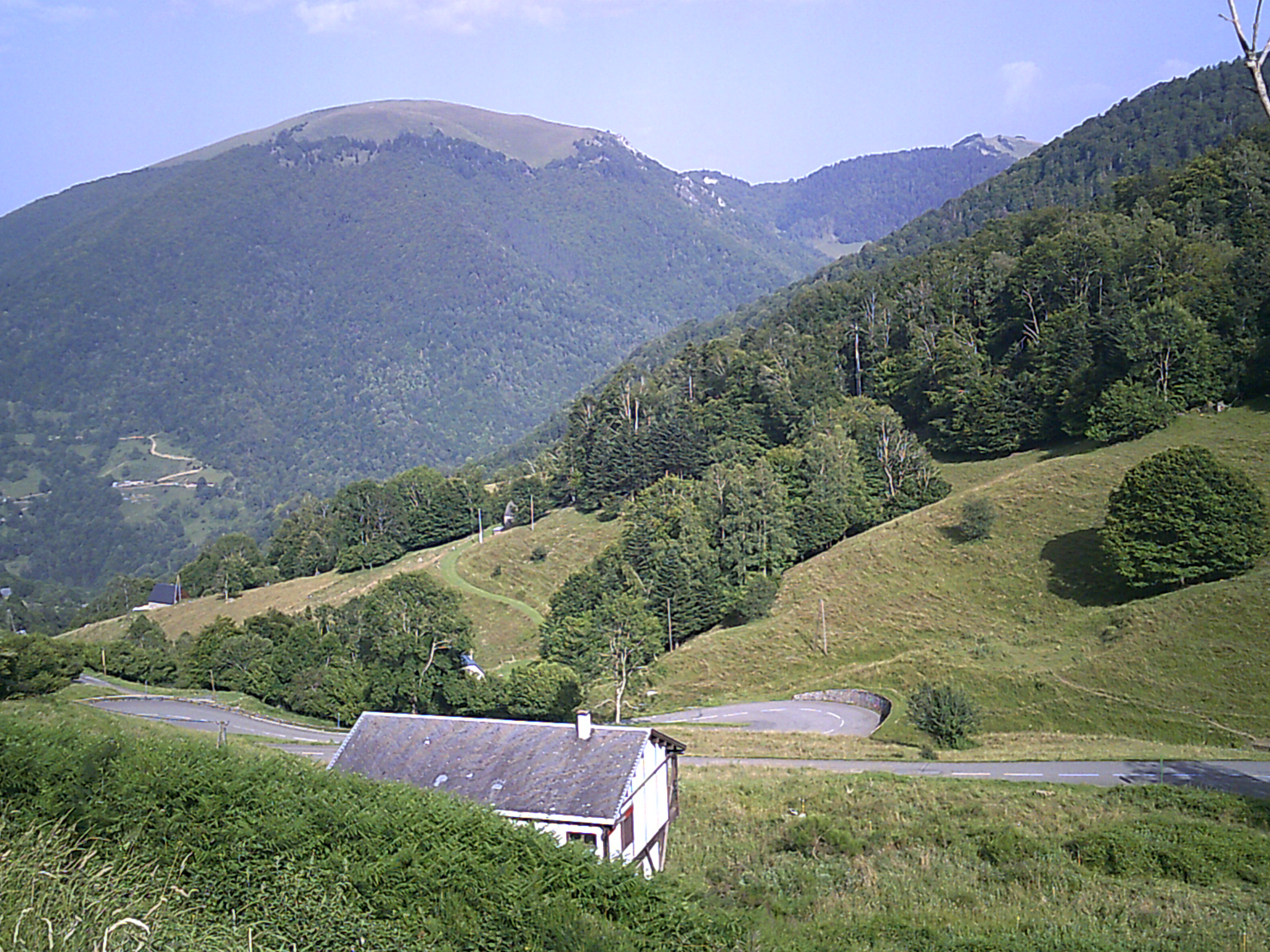
Série d’épingles à moins de 2 km du col de Menté.
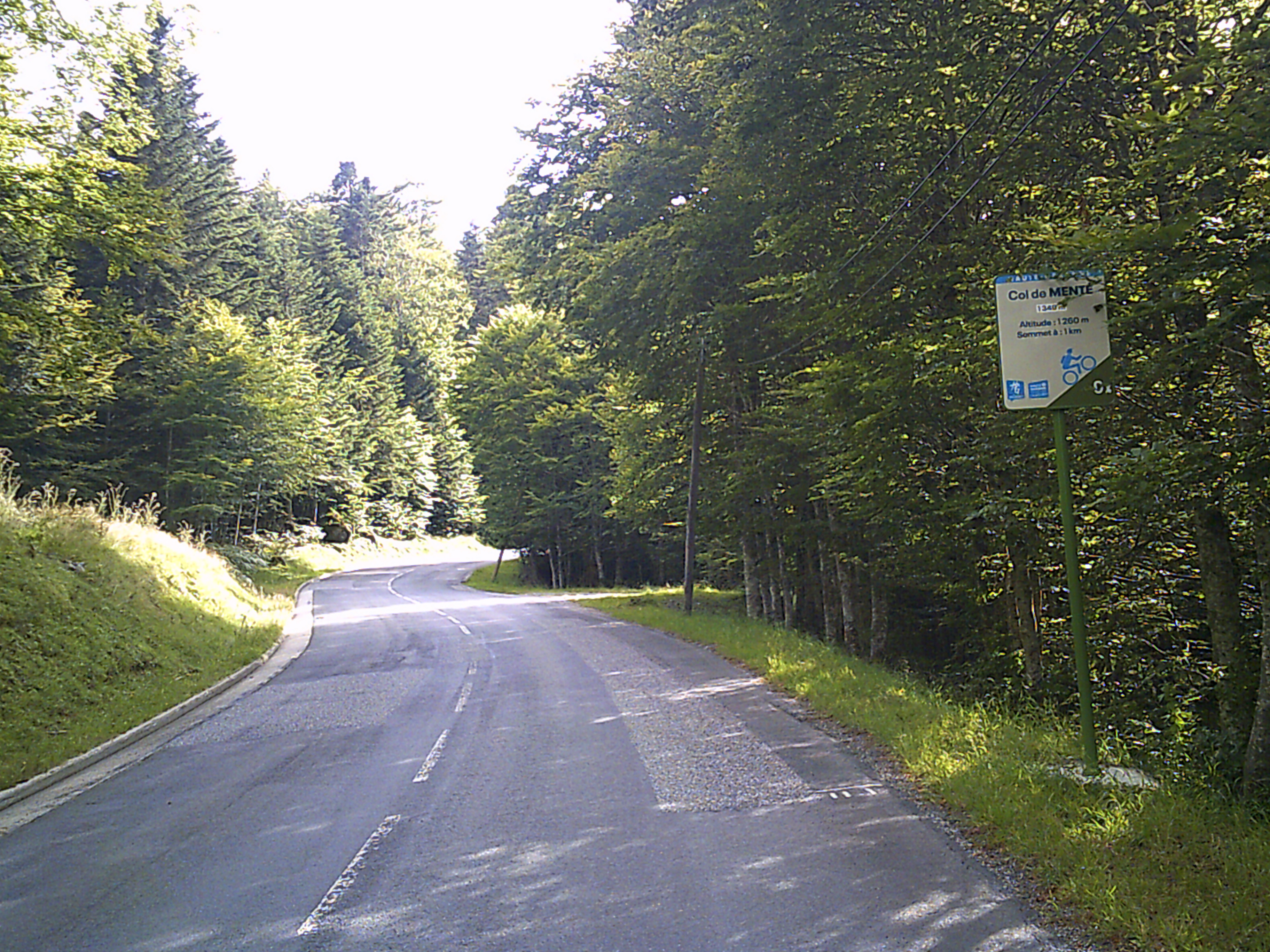
Final couvert par la forêt après le col de la Clin.

### Autres activités

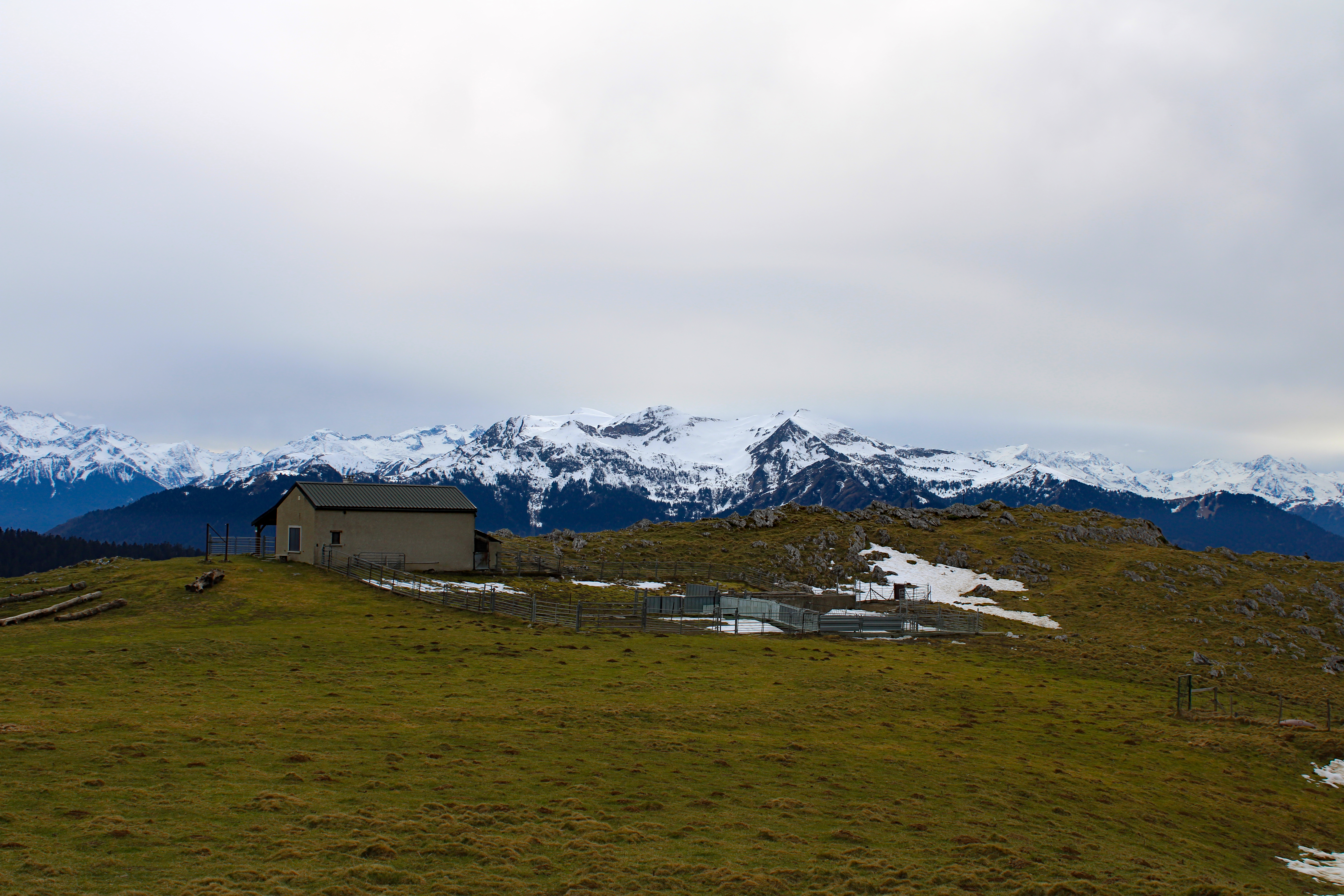
Panorama depuis la cabane d'Escalette.

Le col de Menté est un point de départ de sentiers de randonnée, comme celui montant à la cabane et au pic de l'Escalette (1 856 m) et plus loin le pic de Cagire (1 912 m). Les prairies aux alentours du col sont des lieux de pastoralisme. Il est d'ailleurs répandu pour les randonneurs sur les chemins de croiser des troupeaux de brebis surveillés par des patous,.
Les sports de glisse sont pratiqués puisqu'au-dessus du col de Menté se trouve la station de ski du Mourtis et parce que la route du col de Menté est parfois choisie pour des manifestations de descente en longboard ou skateboard.

## Littérature
L'abbé Paul Mothe, de Ger de Boutx, a composé un poème d'une trentaine de vers, sous le titre Complainte sur la mort d'un ivrogne, mort au passage de Menté en 1844.